# Cirrocumulus castellanus
Le cirrocumulus castellanus est une espèce de cirrocumulus.
Le nom de castellanus est dérivé du latin qui signifie château.
Ces nuages ont l'apparence de tours arrondies s'élevant à partir d'une ligne ou couche nuageuse. Lorsque ces tours sont observées à un angle au-dessus de l'horizon supérieur à 30 degrés, leur largeur apparente est inférieure à 1 degré. 
La présence de cirrocumulus castellanus indique la présence d'une instabilité au niveau supérieur. Ces nuages se forment lorsqu'il existe une instabilité conditionnelle au niveau de la couche nuageuse sous-jacente. Ainsi, une parcelle d'air en s'élevant va condenser la vapeur d'eau et libérer de la chaleur latente et va s'accélérer.

## Aéronautique
À l'intérieur d'un cirrocumulus castellanus, la turbulence peut être modérée à forte. Ces nuages sont constitués principalement de cristaux de glace avec quelques gouttelettes d'eau fortement surfondue. Le pilote aura l'impression de voler dans un brouillard peu dense. Au-dessus du nuage, les cirrocumulus castellanus ressemblent à des bancs de cumulus assez développés reposant sur une base commune.